# Bolszaja Musznia
Bolszaja Musznia (ros. Большая Мушня) – wieś w Rosji, w rejonie szeksnińkim obwodu wołogodzkiego. W 2010 r. liczyła 2 mieszkańców.